# Маррей, Лес
Лес Маррей (Марри) (англ. Leslie Allan Murray; 17 октября 1938[…], Nabiac — 29 апреля 2019[…], Тари) — австралийский поэт, антологист и критик.

## Биография
Сын фермера, его предки в XIX веке перебрались в Австралию из Шотландии. Вырос на молочной ферме деда. Учился на филологическом факультете Сиднейского университета, стал профессиональным переводчиком, переводил научную и техническую литературу. В середине 1960-х работал переводчиком в Австралийском национальном университете. С 1969 года целиком занялся литературой, издавал журнал, работал редактором.

## Творчество
Поэзия Маррея глубоко связана с природой и обиходом Австралии, мировоззрением её первопоселенцев, ранней словесностью континента.

## Признание
Офицер ордена Австралии. Лауреат премии Петрарки (1995), премии Т. С. Элиота (1996), удостоен Королевской золотой медали за поэзию (1999). Почётный доктор Стерлингского (1992) и Сент-Эндрюсского (2011) университетов.
Один из наиболее авторитетных современных поэтов англоязычного мира. Его творчество высоко ценили Иосиф Бродский, Шеймас Хини, Дерек Уолкотт. Стихи Маррея выходили отдельными изданиями в переводе на хинди, немецкий, итальянский, испанский, каталанский, голландский, норвежский, датский, шведский и русский языки.

## Произведения
- The Ilex Tree (1965, в соавторстве с Джеффри Леманном)
- The Weatherboard Cathedral (1969)
- Poems Against Economics (1972)
- Lunch and Counter Lunch (1974)
- The Vernacular Republic Selected Poems (1976)
- Ethnic Radio (1978)
- The Peasant Mandarin (1978, проза)
- The Boys Who Stole the Funeral (1980, роман в стихах)
- Equanimities (1982)
- The Vernacular Republic: Poems 1961—1981 (1982)
- The People’s Otherworld (1983)
- Persistence in Folly (1984, проза)
- The Daylight Moon (1987)
- Late Summer Fires (1996)
- The Idyll Wheel (1989)
- Dog Fox Field (1990)
- Blocks and Tackles (1990, проза)
- The Rabbiter’s Bounty (1991)
- Translations from the Natural World (1992)
- Subhuman Redneck Poems (1996, премия Элиота)
- A Working Forest (1997, проза)
- Fredy Neptune (1998, роман в стихах)
- Learning Human (2000, шортлист международной поэтической премии Гриффина)
- An Absolutely Ordinary Rainbow (2000)
- Conscious & Verbal (2001, шортлист Международной поэтической премии Гриффина)
- Poems the Size of Photographs (2002)
- The Biplane Houses (2006)
- Taller When Prone (2010)

## Публикации на русском языке
- Завершение символа / Пер. Регины Дериевой. New York — Stockholm: ARS-INTERPRES, 2004